# Виллит неясной этиологии
Виллит неясной этиологии (также известный как хронический виллит (визулит)) — повреждение плаценты, которое является воспалительным заболеванием, затрагивающее ворсинки хориона (ворсинчатую оболочку плаценты), также характеризующееся проникновением материнских лимфоцитов через плаценту.
Виллит неясной этиологии (ВНЭ) является рецидивирующим заболеванием и может ассоциироваться с задержкой внутриутробного развития. Задержка внутриутробного развития плода включает в себя недостаточный рост плода, мертворождение, выкидыш и преждевременные роды, а также внутриутробным нарушениям развития плода.
Рецидивы виллита неясной этиологии случаютются примерно в 1/3 последующих беременностей.
ВНЭ диагностируется в 7-10 % плацент при беременности. Примерно 80 % случаев ВНЭ приходится на доношенную плаценту (более 37 недель беременности). В случае ВНЭ в плаценте сроком менее 32 недель необходимо проведение скрининга для исключения инфекционного виллита.

## Патогенез
Воспалительные клетки материнского происхождения могут получить доступ к ворсинчатой оболочке плода несколькими путями:
- Ворсинчатый трофобластный барьер может быть поврежден. В третьем триместре синцитиальные узлы (ядерные кластеры, образующиеся в синцитиотрофобласте) отрываются и отделяются от ворсинок хориона плода. Выделение может привести к разрушению ворсинчатой стромы. Барьер может разрушиться либо в результате тромбоза плода, либо ишемического повреждения из-зи инфаркта матери. Некроз синцитиотрофобластов может возникнуть в результате активации компонентов свертывания крови, системы комплемента или тромбоцитов антителами или антифосфолипидами.
- Синцитиотрофобласты могут выбросить молекулы адгезии (молекула внутриклеточной адгезии 1, Е-селектин) при ВНЭ, хотя в нормальных условиях молекулы адгезии не выбрасываются.
- Материнские лимфоциты могут проникать в строму плода, минуя ворсинчатый трофобластический барьер через закрепляющиеся ворсинки. Закрепляющиеся ворсинки теряют слой непрерывного эпителиального синцитиотрофобласта по мере того, как ворсинки созревают в инвазивные промежуточные трофобласты в ходе развития плаценты. Трофический фактор IL-15 для CD8+ Т-клеток памяти экспрессируется децидуальными стромальными клетками. Передача материнских лимфоцитов, реагирующих на антиген при хроническом децидуите, может активироваться и проникать через децидуальную оболочку.